# Philippe le Hardy de Beaulieu
Philippe le Hardÿ de Beaulieu est un escrimeur belge né en 1887 et mort en 1922. Il a le titre de vicomte.

## Palmarès
- Jeux olympiques
  -  Médaille d'argent à l'épée par équipes aux Jeux olympiques de 1920 à Anvers
  -  Médaille de bronze à l'épée aux Jeux olympiques de 1912 à Stockholm
  -  Médaille de bronze à l'épée par équipes aux Jeux olympiques intercalaires de 1906 à Athènes (non reconnus par le Comité international olympique)